# Lanatósido C
El lanatósido C (o isolánido) es un glucósido cardíaco, un compuesto químico con actividad farmacológica que se puede utilizar en el tratamiento de la insuficiencia cardíaca congestiva y arritmia cardíaca (latidos cardíacos irregulares). El lanatósido C se puede administrar por vía oral o por vía intravenosa. Se comercializa en varios países y también está disponible en forma genérica. Sus principales indicaciones son la respuesta rápida a la fibrilación auricular y taquicardia supraventricular paroxística, dos tipos comunes de arritmia.
Se encuentra presente en la planta Digitalis lanata.

## Estructura química
El lanatósido C se compone de cuatro monosacáridos (una molécula de glucosa, una molécula de 3-acetildigitoxosa y dos moléculas de digitoxosas) y una genina llamada digoxigenina.

## Mecanismo de acción
Inhibe la bomba ATPasa de membrana sodio-potasio dependiente. Potencian el tono vagal y disminuyen la velocidad de conducción del nodo sinusal y AV.